# Kathleen Higgins
Kathleen Marie Higgins (nacida en 1954) es profesora estadounidense de Filosofía en la Universidad de Texas en Austin, donde ha enseñado durante más de treinta años. Se especializa en estética, filosofía de la música, filosofía continental de los siglos XIX y XX y filosofía de las emociones.

## Educación y trayectoria profesional
Higgins obtuvo su licenciatura en Música en la Universidad de Missouri-Kansas City y completó sus estudios de posgrado en Filosofía en la Universidad de Yale, donde realizó un máster en Artes, un máster en Filosofía y un doctorado en Filosofía. Higgins ha impartido clase en la Universidad de California, Riverside, y es profesora visitante habitual en la Universidad de Auckland. Ha ocupado cargos como investigadora residente en el Centro de Conferencias y Estudios de la Fundación Rockefeller en Bellagio (1993). Ha sido miembro visitante del Departamento de Filosofía de la Universidad Nacional de Australia, de la Escuela de Música de Canberra (1997) y de la Facultad de Psicología y Ciencias de la Educación de KU Leuven (2013). Recibió el premio Alumni Achievement Award del Conservatorio de Música de la Universidad de Missouri-Kansas City (1999).

## Pensamiento filosófico
Su obra aborda la filosofía de Friedrich Nietzsche, los aspectos éticos de la música, la universalidad musical y la emoción del duelo. Ha publicado más de cincuenta artículos sobre estos temas, así como sobre la belleza, el kitsch, la virtud, el feminismo, el marketing medioambiental, la estética india, la filosofía china, la música y las emociones, la sinestesia, la televisión, la muerte y la ideología del filósofo del siglo XIX Arthur Schopenhauer y de los filósofos contemporáneos Arthur C. Danto y Robert C. Solomon, difunto esposo de la autora.
Sus libros han sido traducidos a 10 idiomas: chino, neerlandés, alemán, japonés, coreano, persa, polaco, portugués, esloveno y español.
Impartió un curso para The Great Courses, junto a Robert C. Solomon, titulado Will to Power: The Philosophy of Friedrich Nietzsche (1999). También impartió un curso denominado World Philosophy (2001). Este curso ya no está disponible en la página de The Great Courses, pero todas las conferencias se pueden encontrar en YouTube.

## Obras
- Nietzsche's Zarathustra (Temple University Press, 1987; ed. rev. 2010), que fue nombrado uno de los libros académicos más destacados de 1988-1989 por la revista Choice.
- The Music of Our Lives (Temple University Press, 1991, nueva edición 2011).
- Comic Relief: Nietzsche's "Gay Science" (Nueva York: Oxford University Press, 2000).
- Breve historia de la filosofía, coeditado junto a Robert C. Solomon (Nueva York: Oxford University Press, 1996). Traducción de Ángel Rivero Rodriguez para Alianza Editorial (2004).
- Robert C. Solomon; Kathleen M. Higgins (2000). What Nietzsche really said. Schocken Books. ISBN 978-0-8052-1094-1. (requiere registro).
- Robert C. Solomon; Kathleen M. Higgins (1998). A passion for wisdom: a very brief history of philosophy. Oxford University Press. ISBN 978-0-19-511209-2.
- "Arthur Schopenhauer," The Age of German Idealism, Routledge History of Philosophy, Volume VI, Routledge, New York, 1993, Chapter 10.
- The Music between Us: Is Music the Universal Language? (Chicago: Chicago University Press, 2012).

### Coediciones
- Robert C. Solomon; Kathleen M. Higgins, eds. (1990). Reading Nietzsche. Oxford University Press. ISBN 978-0-19-506673-9.
- Robert C. Solomon; Kathleen M. Higgins, eds. (1982). The Big Questions: A Short Introduction to Philosophy. Harcourt Brace Jovanovich. ISBN 978-0-15-505410-3.    (8ª edición, Cengage Learning, 2009, ISBN 978-0-495-59515-1)
- C. L.. Ten, ed. (1999). Routledge History of Philosophy, Volume VI: The Age of German Idealism. Routledge. ISBN 978-0-415-05604-5.
- The Philosophy of (Erotic) Love, coeditado junto a Robert C. Solomon (Lawrence: University of Kansas Press, 1991).
- From Africa to Zen: An Invitation to World Philosophy, coeditado junto a Robert C. Solomon (Lanham, Maryland:  Rowman and Littlefield, 1993); segunda edición, 2003; traducción al chino, 2004.
- The Cambridge Companion to Nietzsche, coeditado junto a Bernd Magnus (Cambridge:  Cambridge University Press, 1994).
- A Companion to Aesthetics, coeditado junto a Stephen Davies, Robert Hopkins, Robert Stecker, y David Cooper, 2ª ed. (Oxford: Wiley Blackwell, 2009).
- Passion, Death, and Spirituality: The Philosophy of Robert C. Solomon, coeditado junto a David Sherman, Sophia Studies en Cross-Cultural Philosophy of Traditions and Cultures 1 (Dordrecht: Springer, 2012).
- Kathleen Higgins; Shakti Maira; Shakti Maira, eds. (2016). Artistic Visions and the Promise of Beauty. Springer Publishing. ISBN 978-3-319-43891-7. |editor3= y |editor3-last= redundantes (ayuda)

### Libros de texto
- Thirteen Questions In Ethics, coeditado junto a Lee Bowie y Meredith Michaels (San Diego: Harcourt Brace Jovanovich, 1992; Thirteen Questions in Ethics and Social Philosophy, 2ª edición (Fort Worth: Harcourt Brace, 1998).
- World Philosophy: A Text with Readings, coeditado junto a Robert C. Solomon (New York: McGraw-Hill, 1995).
- Aesthetics in Perspective (editado) (Fort Worth: Harcourt Brace, 1996).
- The Big Questions, coeditado junto a Robert C. Solomon, 8ª ed. (Belmont, Ca.: Wadsworth, 2010); 9ª ed., 2014.
- Introducing Philosophy, coeditado junto a Robert C. Solomon y Clancy Martin, 10ª ed. (New York: Oxford University Press, 2012).